# Wiesentheid
Wiesentheid là một đô thị thuộc huyện Kitzingen trong bang Bayern của nước Đức.

## Thành phố kết nghĩa
- Rouillac, Charente, Pháp